# 록키와 불윙클 (영화)
《록키와 불윙클》(영어: The Adventures of Rocky and Bullwinkle)은 2000년 공개된 미국의 실사 애니메이션 모험 슬랩스틱 코미디 영화이다.

## 줄거리
텔레비전 애니메이션 시리즈 록키와 불윙클 쇼의 주인공 로키와 불윙클은 숙적들이 현실 세계로 탈주해 미국을 장악하려는 음모를 꾸미자 신참 연방 수사국(FBI) 요원을 도와 그 뒤를 쫓는다.

## 출연진
- 준 포레이
- 키스 스콧
- 로버트 드니로
- 러네이 루소
- 제이슨 알렉산더
- 파이퍼 페러보
- 랜디 퀘이드
- 켈 미첼
- 키넌 톰프슨
- 데이비드 앨런 그리어
- 존 폴리토
- 제임스 레브혼
- 칼 라이너
- 조너선 윈터스
- 패짓 브루스터
- 저닌 거로펄로
- 존 굿맨
- 에드 게일
- 돈 노벨로
- 빅터 레이더웩슬러
- 필립 프록터
- 디앤 바하
- 드리나 드니로
- 웨슬리 맨
- 해리슨 영
- 알렉시스 소프
- 터라지 P. 헨슨
- 노먼 로이드
- 더그 존스
- 아비 로 주니어
- 칩 치너리
- 우피 골드버그
- 빌리 크리스털

## 기타 제작진
- 배역: 캐런 마지오타, 메리 마지오타
- 미술: 개빈 보케이
- 의상: 말린 스튜어트